# Collection (2NE1)
| Recensione          | Giudizio |
| ------------------- | -------- |
| Rolling Stone Japan |          |

Collection è il secondo album in studio del gruppo musicale sudcoreano 2NE1, pubblicato il 28 marzo 2012.

## Descrizione
Il disco è stato pubblicato in quattro formati:
- CD : include l'album e un photobook di 24 pagine[3]
- CD+DVD : include l'album, un DVD contenente solo i videoclip giapponesi e un photobook di 24 pagine.
- CD+2DVD+Photobook : include l'album, 2 DVD, un photobook di 24 pagine e un photobook speciale di 34 pagine.
- CD+Goods (solo negli store HMV) : include l'album, face towel e una borsa a forma di logo.[3][4]

## Tracce
CD
1. Fire – 3:45 (Teddy, Sunny Boy)
2. Scream – 3:42 (Teddy, Verbal, m-flo, Dee.P)
3. Go Away – 3:39 (Teddy, Shoko Fujibayashi, Sunny Boy)
4. Follow Me – 3:08 (Teddy, Kenn Kato)
5. I Don't Care – 4:00 (Teddy, E.Knock, Rina Moon, Sunny Boy)
6. I Am The Best – 3:31 (Teddy, 17J)
7. It Hurts – 4:16 (E.Knock, Tatsuji Ueda, Sunwoo Jeong A)
8. Clap Your Hands – 3:42 (E.Knock, Sunny Boy)
9. Love is Ouch – 3:53 (Masta Wu, Ritsuko Tanifuji, Sunny Boy, Choice37, Big Tone)
10. Ugly – 4:09 (Teddy, Kenn Kato, Lydia Paek)
11. Like a Virgin (Madonna Cover)(Bonus Track) – 4:14 (Tom Kelly, Billy Steinberg)

Physical album bonus track
1. She's So (Outta Control) (BFM Remix) – 3:45 (m-flo & Minami)

DVD (Disco 1 - Videoclip giapponesi)
1. Scream
2. I Am the Best
3. Ugly
4. Hate You
5. Lonely
6. Go Away

DVD (Disco 2 - Videoclip coreani)
1. Fire (Space version)
2. Fire (Street version)
3. I Don't Care
4. Follow Me
5. Clap Your Hands
6. It Hurts
7. Can't Nobody (English version)

- Le tracce dalla 1 alla 10 sono in giapponese. Like a Virgin è cantata in inglese. She's So (Outta Control) è originalmente una canzone del duo giapponese "m-flo".

## Classifiche

### Album
| Classifica (2012) | Posizione massima |
| ----------------- | ----------------- |
| Giappone          | 5                 |

### Singoli
| Classifica (2012) | Posizione massima | Posizione massima |
| Classifica (2012) | Go Away           | Scream            |
| ----------------- | ----------------- | ----------------- |
| Giappone          | 12                | 14                |